# Eagle Vista
Eagle Vista – samochód osobowy klasy kompaktowej produkowany pod amerykańską marką Eagle w latach 1988 – 1992.

## Historia i opis modelu

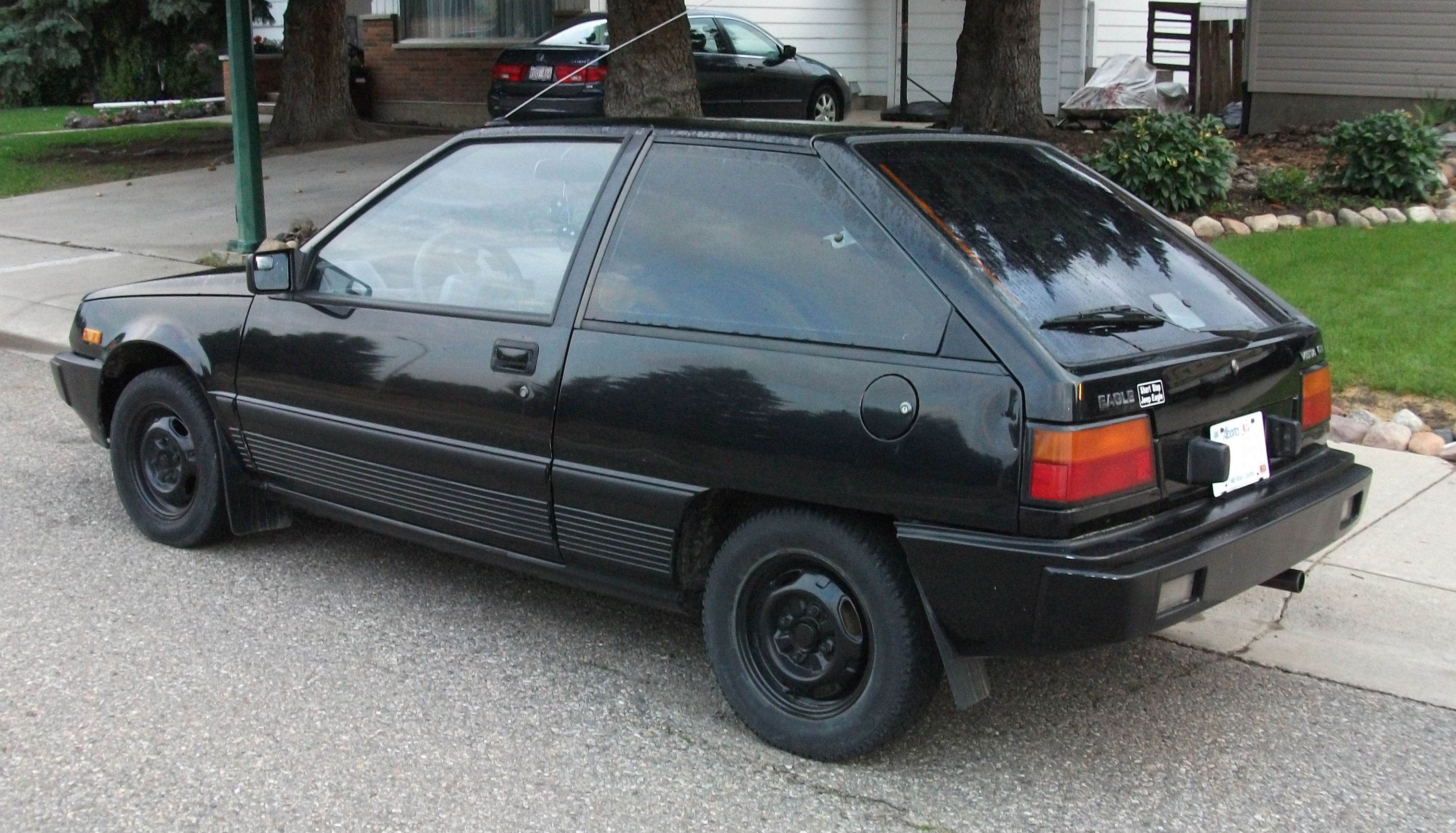
Eagle Vista - tył

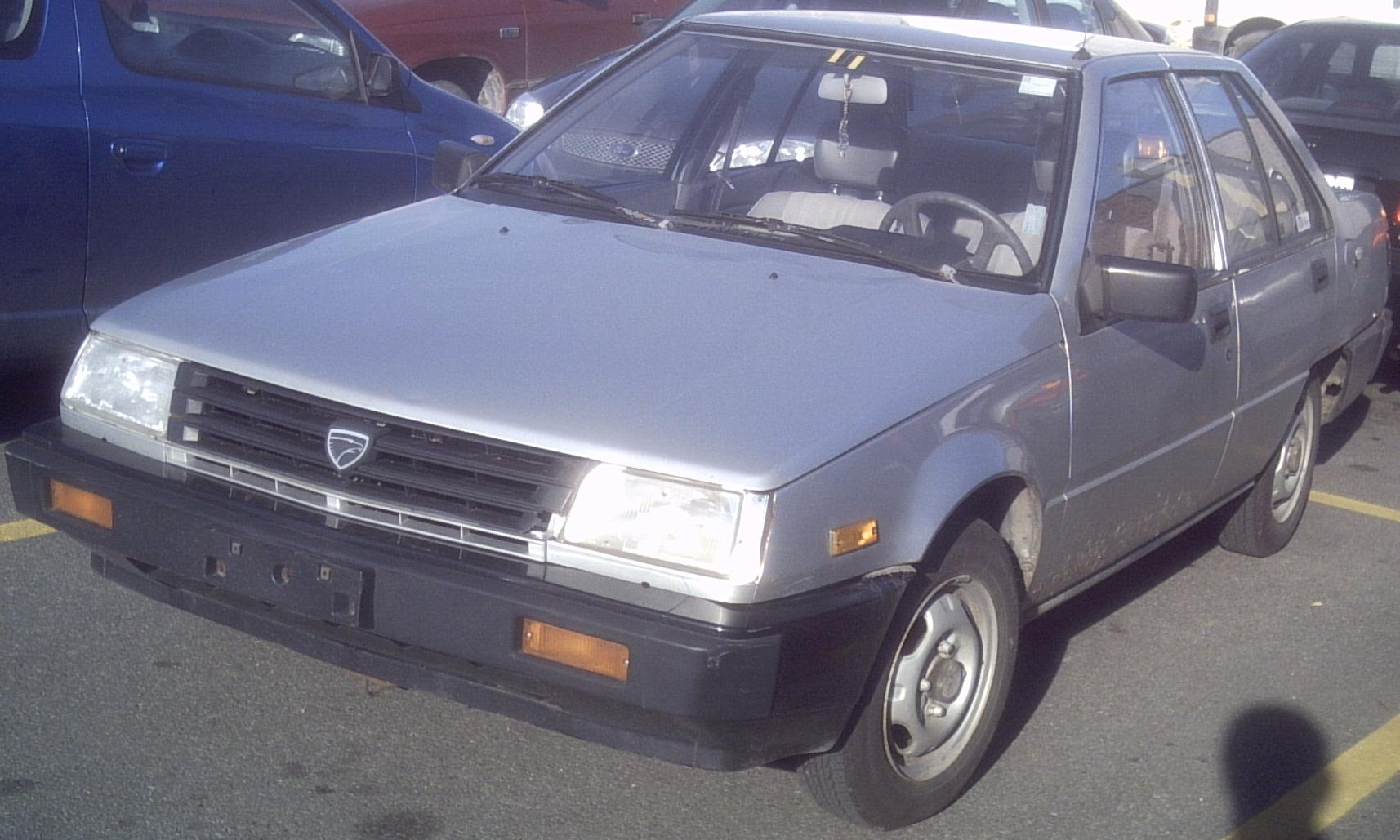
Eagle Vista Sedan

W 1988 roku po utworzeniu nowej marki Eagle przez koncern Chrysler, postanowił on także o nią poszerzyć swoją współpracę z japońskim Mitsubishi i dodać do portfolio północnoamerykańską odmianę modelu Mitsubishi Mirage. W efekcie, wyłącznie w Kanadzie ruszyła sprzedaż modelu Eagle Vista, który był oferowany równolegle jako bliźniacza odmiana Plymoutha Colta. Samochód dostępny był zarówno w wersji hatchback, jak i sedan.

### Wersje wyposażeniowe
- LX
- GT

### Silniki
- L4 1.5l G15B
- L4 1.6l 4G32